# يسري الجندي
يسري علي الجندي (5 فبراير 1942 - 9 مارس 2022) كاتب مسرحي وسيناريست مصري، يعد من كتاب المسرح المصري والعربي، بدأ تواجده في الساحة المسرحية ابتداء من أواخر الستينيات بكتابة مسرحية: ما حدث لليهودي التائه مع المسيح المنتظر وتتالت بعدها مسرحيات مهمة حيث توجت اجتهاداته عام 1981 بحصوله على جائزة الدولة التشجيعية في المسرح ووسام العلوم والفنون من الطبقة الأولى ثم جائزة الدولة للتفوق عام 2005 للفنون. مثلت أعماله في العديد من الدول العربية كما مثلت أعماله في عدة مهرجانات دولية وعربية. قدمت له اتحادات الفنانين العرب أول افتتاح مسرحي بمسرحية «واقدساه».

## حياته
ولد يسري الجندي في 5 فبراير 1942 في محافظة دمياط، عمل بوزارة الثقافة منذ عام 1970، وعمل مديراً لمسرح السامر بالقاهرة عام 1974، ومديراً للفرقة المركزية للثقافة الجماهيرية عام 1976، وكان مستشاراً ثقافياً لرئيس جهاز الثقافة الجماهيرية عام 1982 ثم مديراً عاماً للمسرح بالهيئة العامة لقصور الثقافة حتى عام 1996 ثم مستشاراً لرئيس الهيئة للشئون الفنية والثقافية حتى أحيل للمعاش في 5 فبراير 2002م، كان عضو لجنة المسرح بالمجلس الأعلى للثقافة لعدة سنوات، وعضو لجنة الدراما العليا باتحاد الإذاعة والتليفزيون.
ورد عنه بالموسوعة القومية للشخصيات المصرية البارزة التي أصدرتها الهيئة العامة للاستعلامات بوزارة الإعلام المصرية أنه «كاتب مسرحي اهتم اهتماماً خاصاً بالتراث الشعبي في معظم ما كتبه، كما ساهم في تدعيم وتطوير مسرح الثقافة الجماهيرية لما يمثله هذا المسرح من أهمية للجماهير العريضة على امتداد مصر».

## تكريمه
- حصل على جائزة الدولة التشجيعية في المسرح عام (1981) ووسام العلوم والفنون من الطبقة الأولى.
- حصل على جائزة الدولة للتفوق عام 2005 (فنون).

## انتقادات
- تعرض لانتقاد رابطة مكافحة التشهير اليهودية لقيامه بكتابة نص لمسلسل «خيبر» الذي يمجد مذبخة آلاف اليهود (بضمنهم أطفال) في الجزيرة العربية. الرابطة هاجمت على موقعها الرسمي، المسلسل الذي يساعد في إذكاء الكراهية وذكرت بالعديد من المسلسلات العربية التي تهاجم اليهود.

## من أعماله
- نشرت له المسرحيات التالية: عنترة – ما حدث لليهودي التائه عن المسيح المنتظر – الهلالية – رابعة العدوية – المحاكمة – علي الزيبق – واقدساه – الساحرة وصدر الجزئين الأول والثاني من مجموعة الأعمال الكاملة بهيئة الكتاب لمسرحياته «ثماني عشرة مسرحية» وصدر له أخيراً مسرحية «الإسكافي ملكاً» عام 2002م.
- كما نشرت له دراسات ومقالات في المجلات الثقافية المصرية والعربية وفصولاً من كتابه «ملاحظات نحو تراجيديا معاصرة» الحائز على جائزة النقد مناصفة في مؤتمر الأدباء الشبان عام 1969 بمصر والتي حصل فيها أيضاً على جائزة التأليف المسرحي مناصفة، كما حصل على جائزة أفضل نص مسرحي في ملتقى المسرح العربي (1994).
- كرمه وزير الثقافة المصري في يوم المسرح المصري (1994).
- كما كرمه المركز القومي للمسرح في لقاء الرواد مايو (1999).

## قدمت له على خشبة المسرح المسرحيات
مسرحية: «بغل البلدية» بالعامية 1969.
مسرحية: «حكاية جحا مع الواد قلة» بالعامية 1970.
مسرحية: «ما حدث لليهودي التائه مع المسيح المنتظر» بالفصحى عام 1972 بمسرح الحكيم، وأوقفت ثم أعيد عرضها عام 1988 تحت اسم «القضية 88» ثم عرضت على مسرح البالون عام 1993 تحت اسم «السيرك الدولي» ثم عرضت عام 2007 تحت اسم «القضية 2007» وأوقفت مرة أخرى.
مسرحية: «علي الزيبق» بالعامية 1973.
مسرحية: «حكاوي الزمان» بالعامية والفصحى 1974.
مسرحية: «المحاكمة» بالعامية 1976.
مسرحية: «عنتر زمانه» بالعامية والفصحى 1976.
مسرحية: «عنترة» بالفصحى 1977.
مسرحية: «عاشق المداحين» بالعامية 1977.
مسرحية: «الهلالية» 1978.
مسرحية: «رابعة العدوية» بالفصحى 1980.
مسرحية: «حدث في وادي الجن» بالفصحى 1984.
مسرحية: «واقدساه» بالفصحى 1984.
مسرحية: «دكتور زعتر» 1989.
مسرحية: «سلطان زمانه» بالعامية 1992.
مسرحية: " الساحرة بالعامية والفصحى 1994.
مسرحية: «الإسكافي ملكاً» وأوقفت بروفاتها في المسرح القومي عام 2003.
مسرحية: «القضية 2007» وأوقفت عام 2007.
مسرحية: «الإسكافي ملكاً» عام 2007.

## مثلت أعماله مصر في مهرجانات عربية
- عنترة " في مهرجان قرطاج 1977.
- عاشق المداحين " في مهرجان قرطاج 1978.
- القضية 88 " في مهرجان بغداد 1988.
- قدمت بعض من أعماله في عدد من الفرق العربية.
- ساهم في إقامة عدد من مهرجانات المسرح كان أبرزها ملتقى القاهرة للمسرح العربي عام 1994.
- قدم للسينما عدداً من الأعمال تتسم بملمحه الأساسي في المسرح والمهتم بالتراث وهي:
- المغنواتي " إخراج: د. سيد عيسى.
- سعد اليتيم " إخراج: أشرف فهمي.
- أيام الرعب " عن قصة جمال الغيطاني إخراج: سعيد مرزوق.
- نحب عيشة الحرية " إخراج: عادل الأعصر 2001.
- قدم له الاتحاد العام للفنانين العرب أول مسرحية من إنتاج الاتحاد باسم «واقدساه» شارك فيها عدد كبير من الفنانين العرب وقدمت في «القاهرة» و«عمان» و«بغداد» و«بابل» و«دمشق».
- قدم للدراما التليفزيونية أعمالاً من التاريخ والتراث الشعبي وأعمالاً ذات طابع فانتازي وأعمالاً معاصرة منها:

عبد الله النديم – نهاية العالم ليست غداً – أهلاً جدي العزيز – علي الزيبق – مملوك في الحارة – المدينة والحصار – علي بابا – قهوة المواردي – السيرة الهلالية ثلاثة أجزاء – جمهورية زفتى – التوأم – سامحوني ماكانش قصدي – جحا المصري – الطارق – من أطلق الرصاص على هند علام 2007.

## جوائز الدراما التليفزيونية
- جائزة أحسن تأليف في مهرجان التليفزيون الثالث عن مسلسل (السيرة الهلالية عام 1996).
- جائزة أحسن تأليف في مهرجان التليفزيون الثالث عن سهرة (ليلة القتل الأبيض).
- جائزة أحسن تأليف في مهرجان التليفزيون الرابع عن مسلسل (جمهورية زفتى).
- جائزة أحسن تأليف في مهرجان التليفزيون الرابع عن سهرة (الزائرون غاضبون).
- جائزة أحسن تأليف في مهرجان التليفزيون الرابع عن المسلسل الإذاعي (سامحوني ماكانش قصدي) 1997.
- جائزة أحسن تأليف في مهرجان التليفزيون الخامس عن سهرة (أحمد عبد المعطي يقابل إخناتون).
- جائزة أحسن تأليف في مهرجان التليفزيون السابع عن مسلسل (حروف النصب).
- جائزة أحسن تأليف في مهرجان التليفزيون التاسع عن مسلسل (جحا المصري).
- جائزة أحسن تأليف في مهرجان التليفزيون الحادي عشر عن مسلسل (الطارق).